# Sunbelt Personal Firewall
Die Sunbelt Personal Firewall (SPF) war eine Personal Firewall für Microsoft Windows. Die Software wurde früher unter dem Namen Kerio Personal Firewall und Sunbelt Kerio Personal Firewall vertrieben und wurde im Mai 2011 letztlich eingestellt.
Die Sunbelt Personal Firewall steht für Windows XP (Home, Professional und Media Center Edition), Windows 2000 Professional sowie seit Version 4.6 auch für Windows Vista zur Verfügung. Die Betriebssysteme Windows 98 und ME wurden seit Version 4.2 nicht mehr unterstützt. Ebenfalls nicht unterstützt wurden 64-Bit-Versionen von Windows. Das Programm wurde als Shareware vertrieben, die für die ersten 30 Tage ohne Funktionsbeschränkungen eingesetzt werden konnte. Danach konnte die Software entweder käuflich erworben werden oder als limitierte Edition weiter genutzt werden. In der kostenlosen Version fehlten Content Filter, hostbasiertes IDS, Fernwartungszugang sowie die Möglichkeit, die Firewall auf einem Router einzusetzen.
Die Firewall entstammte der Tiny Personal Firewall. Die Firma Kerio Technologies Inc. erwarb die Rechte an dem Produkt, entwickelte es weiter und veröffentlichte im März 2002 die endgültige Version 2.1 unter dem Namen Kerio Personal Firewall. Die Software war Freeware. Mit Version 4 wurde 2003 der Funktionsumfang von Kerio stark erweitert und eine kommerzielle Version eingeführt. Im September 2005 stellte Kerio die Entwicklung des Produkts ein. Kerio-Mitarbeiter begründeten dies im Produkt-Forum damit, dass die Firewall nicht profitabel sei. Ein Firmensprecher erklärte, Kerio wolle sich auf die Entwicklung des Kerio-MailServers und der WinRoute Firewalls konzentrieren. Im Dezember 2005 wurde die Kerio Personal Firewall von der Firma Sunbelt Software übernommen. Bei Sunbelt war die Software zunächst unter dem Namen Sunbelt Kerio Personal Firewall erhältlich. Im April 2007 wurde der Name auf Sunbelt Personal Firewall geändert.
Sunbelt vertreibt eine geänderte Version seit 2013 unter dem Namen Vipre Internet Security.